# 锁炳勋
锁炳勋（1955年—），安徽阜阳人，回族，中华人民共和国政治人物、第十二届全国人民代表大会安徽地区代表。
毕业于合肥工业大学无机化工专业。加入中国共产党，金种子集团董事长。2008年起担任全国人大代表。2013年，担任全国人大代表。